# Liste der Kulturdenkmäler in Saxler
In der Liste der Kulturdenkmäler in Saxler sind alle Kulturdenkmäler der rheinland-pfälzischen Ortsgemeinde Saxler aufgeführt. Grundlage ist die Denkmalliste des Landes Rheinland-Pfalz (Stand: 17. Juli 2023).

## Einzeldenkmäler
| Bezeichnung                           | Lage               | Baujahr         | Beschreibung                                                         | Bild                           |
| ------------------------------------- | ------------------ | --------------- | -------------------------------------------------------------------- | ------------------------------ |
| Heiligenhäuschen                      | Dorfstraße Lage    | 18. Jahrhundert | verputzter Mauerblock, Sandsteinrelief, wohl aus dem 18. Jahrhundert | BW                             |
| Heiligenhäuschen                      | Dorfstraße Lage    | 18. Jahrhundert | verputzter Mauerblock, Sandsteinrelief, wohl aus dem 18. Jahrhundert | BW                             |
| Katholische Filialkirche St. Wendelin | Dorfstraße 20 Lage | 1716            | kleiner Saalbau, bezeichnet 1716                                     | weitere Bilder Fotos hochladen |